# Wateree
La rivière Wateree ((en) Wateree River) est une rivière des États-Unis longue de 121 kilomètres qui se jette dans le fleuve Santee.

## Parcours
La rivière Wateree est un prolongement de la rivière Catawba, une rivière dont la source se trouve dans les Blue Ridge Mountains en Caroline du Nord. En fait le nom de la rivière change au niveau du lac Wateree, lac de barrage qui se trouve dans le comté de Kershaw en Caroline du Sud. La rivière coule généralement vers le sud à travers le comté de Kershaw et entre les comtés de Richland et Sumter en passant par la ville de Camden. La rivière se termine finalement au confluent avec la rivière Congaree pour former le fleuve Santee.